# 天主教薩爾蒂約教區
天主教薩爾蒂約教區（拉丁語：Dioecesis Saltillensis），是墨西哥一個天主教教區，位於北部科阿韋拉州南部，屬蒙特雷總教區。
教區成立於1891年6月23日。2010年有教友1,173,150人，佔總人口90.0%。有六十個堂區、司鐸169人。現任教區主教為若瑟·勞爾·維萊·洛佩斯。